# تشارلز إي. جونز (محامي)
تشارلز إي. جونز (بالإنجليزية: Charles E. Jones)‏ هو قاضي وقسيس ومحامي أمريكي، ولد في 12 يونيو 1935.